# Campionati del mondo di atletica leggera 2022 - Marcia 20 km maschile
La specialità della marcia 20 km maschile dei campionati del mondo di atletica leggera 2022 si è svolta tra il 15 e il 16 luglio a Eugene, negli Stati Uniti d'America.

## Podio
| Pos.    | Atleta              | Nazionalità | Misura   |
| ------- | ------------------- | ----------- | -------- |
| Oro     | Toshikazu Yamanishi | Giappone    | 1h19'07" |
| Argento | Kōki Ikeda          | Giappone    | 1h19'14" |
| Bronzo  | Perseus Karlström   | Svezia      | 1h19'18" |

## Situazione pre-gara

### Record
Prima di questa competizione, il record del mondo (RM) e il record dei campionati (RC) erano i seguenti.
| Record | Prestazione | Atleta                  | Data                           | Competizione  |
| ------ | ----------- | ----------------------- | ------------------------------ | ------------- |
|        | 1h16'36"    | Yūsuke Suzuki Giappone  | 15 marzo 2015 Nomi, Giappone   |               |
|        | 1h17'21"    | Jefferson Pérez Ecuador | 23 agosto 2003 Parigi, Francia | Mondiali 2003 |

### Campioni in carica
I campioni in carica, a livello mondiale e olimpico, erano:
| Campione | Atleta                       | Prestazione | Data                            | Competizione                 |
| -------- | ---------------------------- | ----------- | ------------------------------- | ---------------------------- |
| Olimpico | Massimo Stano Italia         | 1h21'05”    | 5 agosto 2021 Sapporo, Giappone | Giochi della XXXII Olimpiade |
| Mondiale | Toshikazu Yamanishi Giappone | 1h26'34"    | 4 ottobre 2019 Doha, Qatar      | Mondiali 2019                |

## Risultati
La gara si è svolta il 15 luglio alle 15:10.
| Pos.    | Atleta                  | Nazionalità   | Tempo    | Note                                     |
| ------- | ----------------------- | ------------- | -------- | ---------------------------------------- |
| Oro     | Toshikazu Yamanishi     | Giappone      | 1h19'07" | ~                                        |
| Argento | Kōki Ikeda              | Giappone      | 1h19'14" | ~                                        |
| Bronzo  | Perseus Karlström       | Svezia        | 1h19'18" | Miglior prestazione personale stagionale |
| 4       | Samuel Gathimba         | Kenya         | 1h19'25" | Miglior prestazione personale stagionale |
| 5       | Brian Pintado           | Ecuador       | 1h19'34" | ~                                        |
| 6       | Caio Bonfim             | Brasile       | 1h19'51" | ~                                        |
| 7       | Álvaro Martín           | Spagna        | 1h20'19" |                                          |
| 8       | Hiroto Jusho            | Giappone      | 1h20'39" | >                                        |
| 9       | Alberto Amezcua         | Spagna        | 1h20'44" |                                          |
| 10      | César Augusto Rodríguez | Perù          | 1h20'59" | ~                                        |
| 11      | David Hurtado           | Ecuador       | 1h21'11" | ~                                        |
| 12      | Wayne Snyman            | Sudafrica     | 1h21'23" |                                          |
| 13      | Wang Kaihua             | Cina          | 1h21'41" | Miglior prestazione personale stagionale |
| 14      | Cui Lihong              | Cina          | 1h22'17" | ~                                        |
| 15      | Francesco Fortunato     | Italia        | 1h22'50" |                                          |
| 16      | Diego García            | Spagna        | 1h23'21" |                                          |
| 17      | Declan Tingay           | Australia     | 1h23'28" | PZ120 ~ >                                |
| 18      | Andres Olivas           | Messico       | 1h23'36" | ~                                        |
| 19      | Rhydian Cowley          | Australia     | 1h23'37" | >                                        |
| 20      | Aleksi Ojala            | Finlandia     | 1h23'40" | ~                                        |
| 21      | José Eduardo Ortiz      | Guatemala     | 1h23'48" | >                                        |
| 22      | Éider Arévalo           | Colombia      | 1h24'32" | ~                                        |
| 23      | Jordy Jiménez           | Ecuador       | 1h24'35" | ~                                        |
| 24      | Zhang Jun               | Cina          | 1h24'35" | ~                                        |
| 25      | Julio César Salazar     | Messico       | 1h25'16" |                                          |
| 26      | Miroslav Úradník        | Slovacchia    | 1h25'40" |                                          |
| 27      | José Oswaldo Calel      | Guatemala     | 1h26'24" | > ~                                      |
| 28      | Georgiy Sheiko          | Kazakistan    | 1h26'40" |                                          |
| 29      | Eiki Takahashi          | Giappone      | 1h26'46" | ~                                        |
| 30      | Matheus Correa          | Brasile       | 1h27'31" | PZ120 ~ > ~                              |
| 31      | Nick Christie           | Stati Uniti   | 1h28'28" |                                          |
| 32      | Gianluca Picchiottino   | Italia        | 1h28'33" |                                          |
| 33      | Kyle Swan               | Australia     | 1h28'43" |                                          |
| 34      | Choe Byeongkwang        | Corea del Sud | 1h28'56" | ~                                        |
| 35      | Quentin Rew             | Nuova Zelanda | 1h29'19" | > ~                                      |
| 36      | Lucas Mazzo             | Brasile       | 1h29'32" | ~                                        |
| 37      | Dominik Černý           | Slovacchia    | 1h29'41" |                                          |
| 38      | Juan Manuel Cano        | Argentina     | 1h29'47" |                                          |
| 39      | David Kenny             | Irlanda       | 1h31'23" |                                          |
| 40      | Sandeep Kumar           | India         | 1h31'58" | PZ120 >                                  |
| 41      | Luis Henry Campos       | Perù          | 1h34'02" | >                                        |
| 42      | Jesus Calderon          | Messico       | 1h35'43" |                                          |
| 43      | Dan Nehnevaj            | Stati Uniti   | 1h43'07" | >                                        |
| -       | José Alejandro Barrondo | Guatemala     | dnf      |                                          |
| -       | Christopher Linke       | Germania      | dq       | TR54.7.5 > ~ >                           |